# Chingola
Chingola är en stad i distriktet Copperbelt i Zambia och grundades 1943. Folkmängden uppgick till cirka 185 000 invånare vid folkräkningen 2010. Där finns Nchanga Open Pit Mine som är världens näst största dagbrott.